# Spilosoma decolorata
Spilosoma decolorata là một loài bướm đêm thuộc phân họ Arctiinae, họ Erebidae.